# والتر باترسون
والتر باترسون (بالإنجليزية: Walter Patterson)‏ هو محامي وقاضي وسياسي أمريكي، ولد في 1780 في مقاطعة كولومبيا في الولايات المتحدة، وتوفي في 5 نوفمبر 1852 في فيلادلفيا في الولايات المتحدة. حزبياً، نشط في الحزب الفيدرالي الأمريكي. وقد انتخب عضو جمعية ولاية نيويورك وانتخب عضو مجلس النواب الأمريكي.